# Карл Меннінг
Карл Меннінг (ест. Karl Menning; 29 квітня (11 травня) 1874, Тарту — 5 березня 1941, Тарту) — естонський театральний режисер та дипломат. Керівник провідного естонського театру Ванемуйне.
З 1921 по 1933 рік він був посланцем Естонії у Берліні.